# メイティングリズム
Mating Rhythm（メイティングリズム）は、秋田県在住のSKAバンド。2010年5月5日に結成。

## ディスコグラフィ
2015年11月に1st フルバム「南風スワロウ」を全国販売。
2016年、秋田県事業 I LOVE 秋田産CMテーマソング「秋田生まれの私を選んで♡」楽曲提供。
2017年4月、1stシングル「遠くハンドクラップ」を全国発売。CMソングや秋田のラグビーチーム 秋田ノーザンブレッツの公式応援ソング｢One Heart｣秋田県出身お笑い芸人ねじとのコラボ曲｢おいがたの言葉｣など秋田県内で幅広く活動している。

## メンバー
- ボーカル・カズキ
- ギター・リンコー
- ギター・マオ
- ベース・シュウヘイ
- キーボード・ナオ
- ドラム・マサヒロ